# Lu Kai
En aquest nom xinès, el cognom és Lu.
Lu Kai (198-269 EC), nom estilitzat Jingfeng (敬風), va ser un oficial administratiu de l'estat de Wu Oriental durant el període dels Tres Regnes de la història xinesa. Ell va ser un nebot de Lu Xun, que va servir com canceller de Wu durant el regnat de Sun Hao. Lu Kai va ser un dels pocs oficials que s'atrevia a parlar en contra del comportament de l'emperador, però després de la seva mort, Sun Hao va exiliar la seva família a causa del ressentiment que li havia provocat l'honestedat de Lu Kai.

## Nomenaments i títols en possessió
- Cacic de Yongxing (永興長)
- Cacic de Zhuji (諸暨長)
- Comandant que Estableix la Força Marcial (建武都尉)
- Administrador de Dan'er (儋耳太守)
- Coronel que Estableix la Força Marcial (建武校尉)
- Comandant de l'Àrea de Baqiu (巴丘督)
- Tinent General (偏將軍)
- Marquès de Du (都鄉侯)
- Comandant d'Àrea Dreta de Wuchang (武昌右部督)
- General que Fa Tremolar Wei (蕩魏將軍)
- General que Pacifica Terres Llunyanes (綏遠將軍)
- General que Ataca el Nord (征北將軍)
- Governador de la Província Yu (豫州牧)
- General d'Alt Rang que Guarda l'Oest (鎮西大將軍)
- Governador de la Província Jing (荊州牧)
- Marquès de Jiaxing (嘉興侯)
- Canceller de l'Esquerra (左丞相)